# Open University Hektor 3
Open University Hektor 3 (Hektor 3) је кућни рачунар, производ институције Open University, UK који је почео да се израђује у Уједињеном Краљевству током 1983. године.
Користио је 8085A као централни микропроцесор а RAM меморија рачунара Hektor 3 је имала капацитет од 64 KB. 
Као оперативни систем кориштен је непознато.

## Детаљни подаци
Детаљнији подаци о рачунару Hektor 3 су дати у табели испод.
|                       |                                                |
| [ 1 ]                 |                                                |
| Произвођач            |                                                |
| Тип                   | кућни рачунар                                  |
| Меморија              | 64 KB                                          |
| Поријекло             | Уједињено Краљевство                           |
| Година                | 1983                                           |
| Тастатура             | Пуни помак, 60 тастера                         |
| Процесор              |                                                |
| Фреквенција процесора | 3,024                                          |
| RAM                   | 64 KB                                          |
| ROM                   | 8 све до 64 KB                                 |
| Текст                 | 80x24, 40x24 и 73x35                           |
| Графика               | 640 x 240 тачака                               |
| Боја                  | једна боја                                     |
| Звук                  | уграђени звучник                               |
| Димензије             | 27,5 (ширина) x 31 (дубина) x 5 (висина) / 1,5 |
| Портови               |                                                |
| Оперативни систем     | непознато                                      |